# 김보영 (1909년)
김보영(1909년 6월 2일~1995년 1월 28일)은 대한민국의 정치인이다. 제3대 국회의원을 지냈다.

## 역대 선거 결과
|  | 27.30% |

|  | 23.73% |